# China-Brazil Earth Resources Satellite Program
Das China-Brazil Earth Resources Satellite Program (CBERS) (chinesisch 中巴地球資源衛星 / 中巴地球资源卫星, Pinyin Zhōng-Bā Dìqiú Zīyuán Wèixīng, Portugiesisch Satélite Sino-Brasileiro de Recursos Terrestres) ist ein Gemeinschaftsprojekt zwischen Brasilien und der Volksrepublik China, bei dem eine Reihe von Erdbeobachtungssatelliten entwickelt und betrieben werden. Die für CBERS entwickelten Satellitenbusse werden von China auch für eigene Erdbeobachtungs- beziehungsweise Aufklärungssatelliten verwendet.

## Geschichte
Am 25. März 1982, also während der Zeit der Militärdiktatur und der gezielten Förderung der Industrie in Brasilien, hatten China und Brasilien ein „Übereinkommen über wissenschaftlich-technisch Zusammenarbeit“ geschlossen, den Acordo de Cooperação Científica e Tecnológica bzw. 《一九八二年三月二十五日科技合作协定》.
Dies wird heute – unter großzügiger Interpretation der geographischen Gegebenheiten – als der Beginn einer musterhaften Süd-Süd-Zusammenarbeit gesehen.
Dem Übereinkommen von 1982 folgte am 29. Mai 1984 ein Zusatzabkommen über eine Kooperation bei Kommunikations- und Fernaufklärungssatelliten, Bildverarbeitung, Trägerraketen und Höhenforschungsraketen.
Anlässlich des Staatsbesuchs von Präsident José Sarney in Peking und einem Treffen mit Deng Xiaoping unterzeichneten beide Länder am 6. Juli 1988 ein „Protokoll betreffs der Billigung von Entwicklung und Bau von Rohstofferkundungssatelliten zwischen der Regierung der Föderativen Republik Brasilien und der Regierung der Volksrepublik China“, das Protocolo sobre Aprovação de Pesquisa e Produção dos Satélites de Recursos Terrestres entre o Governo da República Federativa do Brasil e o Governo da República Popular da China bzw. 《中华人民共和国政府和巴西联邦共和国政府关于核准研制地球资源卫星的协议书》.
Am 22. August 1988 unterzeichneten dann die Außenminister der beiden Länder, Abreu Sodré und Qian Qichen, in Peking das „Abkommen über gemeinsame Entwicklung und Bau von chinesisch-brasilianischen Rohstofferkundungssatelliten durch CAST und INPE“ bzw. 《ＣＡＳＴ和ＩＮＰＥ关于联合研制中巴地球资源卫星的协议书》.
Zunächst sollten im Rahmen des Programms zwei Satelliten entwickelt und gebaut werden. 30 % der Gesamtkosten von  300 Millionen US-Dollar sollten von Brasilien getragen werden, 70 % von China, und die Entwicklungsaufgaben sollten ähnlich verteilt sein. Angesichts des Erfolgs der Satelliten CBERS-1 und CBERS-2 wurde im November 2002 ein weiteres Abkommen unterzeichnet, das die Fortführung des Erdbeobachtungsprogramms ermöglichte. In jenem Abkommen war festgelegt, dass zwei weitere Satelliten gebaut werden sollten, CBERS-3 und CBERS-4, mit neuen Nutzlasten und einer paritätischen Verteilung der Entwicklungsaufgaben und -kosten – beide Länder sollten nun 50 % des Projekts tragen.
Der Start von CBERS-3 war ursprünglich für 2008 angesetzt und verzögerte sich dann immer weiter.
Da CBERS-2 schon vor diesem Datum das Ende seiner geplanten Betriebszeit erreichen würde, beschlossen die beiden Länder 2004, einen dritten Satelliten zu bauen, CBERS-2B, der bis auf eine verbesserte Kamera mit CBERS-2 baugleich war und 2007 gestartet wurde.

## CBERS-Satelliten

### CBERS-1, CBERS-2, CBERS-2B
Der erste Satellit der Serie, CBERS-1, wurde am 14. Oktober 1999 erfolgreich gestartet, wobei zu Beginn des Projektes schon Mai 1997 als Startdatum geplant war. Er wird manchmal auch mit der chinesischen Bezeichnung Ziyuan-1 01 (资源一号01星) referenziert und blieb bis zum August 2003 funktionsfähig, wobei er seine geplante Lebensdauer von zwei Jahren erheblich übertraf. Der zweite Satellit, CBERS-2 bzw. Ziyuan-1 02 (资源一号02星), wurde am 21. Oktober 2003 und der dritte, CBERS-2B bzw. Ziyuan-1 02B (资源一号02B星), am 19. September 2007 gestartet. Alle Satelliten, auch die der folgenden Generation, wurden von chinesischen Changzheng-4B-Raketen vom Kosmodrom Taiyuan in einen sonnensynchronen Orbit in etwa 778 km Höhe und eine Bahnneigung von 98,5° gebracht (bei CBERS-4A 629 km und 97,9°). Der Vorteil einer derartigen Umlaufbahn ist, dass der Satellit immer zur selben Tageszeit über einen gegebenen Punkt auf der Erdoberfläche fliegt. Da sich bei gleichem Einfallswinkel der Sonnenstrahlen das Reflexionsverhalten von Oberflächen nicht ändert, lassen sich so die Beobachtungen verschiedener Tage besser vergleichen und zum Beispiel Veränderungen in der Vegetation leichter aufspüren. Durch die Bahnneigung von annähernd 90° (also eine fast polare Umlaufbahn) ist sichergestellt, dass der Beobachtungsbereich der Satelliten die gesamte Erdoberfläche abdeckt.
CBERS-1 und -2 waren identische Satelliten. Sie hatten für die Fernerkundung der Erde drei Multispektralkameras sowie Datenübertragungssysteme an Bord:
Weitwinkelkamera (WFI aus Brasilien)Diese Kamera macht Bilder in zwei Spektralbändern: 0,63 – 0,69 µm (rot) und 0,77 – 0,89 µm (Infrarot), mit 260 m räumlicher Auflösung und 890 km Schwadbreite. Über fünf Tage sind notwendig für die Abbildung der gesamten Erdoberfläche.
Hochauflösende Kamera (CCD aus China)Diese Kamera macht Bilder in fünf Spektralbändern: 0,51 – 0,73 µm (panchromatisch); 0,45 – 0,52 µm (blau); 0,52 – 0,59 µm (grün); 0,63 – 0,69 µm (rot); 0,77 – 0,89 µm (nahes Infrarot). Sie hat eine räumliche Auflösung von 20 m und eine Schwadbreite von 120 km. Es ist möglich, mit dieser Kamera auch Bilder außerhalb der Senkrechten aufzunehmen. Diese Funktion ermöglicht dem System zur Verringerung der zeitlichen Auflösung von 26 Tagen (Nadir-Betriebsmodus) zu drei Tagen (Off-Nadir-Betriebsmodus).
Infrarot- und Multispektralscanner (IRMSS aus China)Diese Kamera erlaubt Aufzeichnungen in vier Spektralbändern: 0,50 – 1,10 µm (panchromatisch); 1,55 – 1,75 µm (Infrarot), 2,08 – 2,35 µm (Infrarot) und 10,4 – 12,50 µm (thermisches Infrarot), mit 80 m räumlicher Auflösung in den drei Infrarot Bändern und 120 m im thermischen Infrarot. Die Schwadbreite beträgt 120 km für alle Bänder und es sind 26 Tage sind erforderlich um eine vollständige Abdeckung der Erde zu erreichen.
Datensammelsystem (DCS aus Brasilien)
Datensender (DTS aus China)
Weltraumwetter-Beobachtungssystem (SEM aus China)
CBERS-2B war ähnlich aufgebaut wie die ersten beiden Satelliten, verfügte jedoch anstelle der IRMSS über eine neue Kamera High Resolution Panchromatic Camera (HRC). Weiterhin wurden ein GPS sowie ein Sternsensor für die Lageregelung eingebaut. Die neue Kamera machte panchromatische Bilder im Spektralbereich 0,50 – 0,80 µm, welcher einen Teil des sichtbaren und des nahen Infrarot des elektromagnetischen Spektrums abdeckt. Die Kamera hatte eine Schwadbreite von 27 km und 2,7 m räumliche Auflösung. Für eine vollständige Abdeckung der Erdoberfläche waren mit dieser Kamera 130 Tage erforderlich.

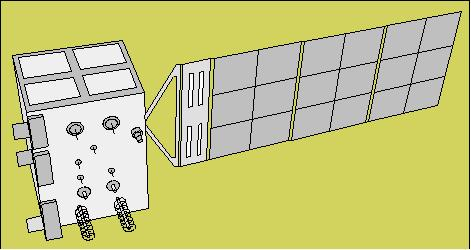
Ziyuan-1

Die Chinesische Akademie für Weltraumtechnologie entwickelte für die Satelliten des Kooperationsprojekts einen eigenen Bus, im Ausland „Phoenix Eye“ in China „Fengyan Pingtai“ (凤眼平台) genannt. Dieser Bus kann je nach Nutzlast verschieden hoch gebaut werden (im Bereich von 2,2 m bis 4,6 m) und ermöglicht ein Satellitengewicht von 1500 kg bis 3000 kg.
Die ersten drei CBERS-Satelliten sind 1450 Kilogramm schwer und 1,8 × 2,0 × 2,2 Meter groß. Die Spannweite des einzelnen ausgefahrenen Solarzellenauslegers welcher 1100 Watt elektrische Leistung liefert und von zwei NiCd-Akkumulatoren mit je 30 Ah unterstützt wird, beträgt 6,3 Meter, dessen Breite 2,6 m. Die geplante Lebensdauer beträgt etwa zwei Jahre, wobei man auf 4 oder 5 Jahre hofft. Die Lageregelung der dreiachsenstabilisierten Satelliten erfolgt über 16 kleinere Triebwerke mit einem Newton Schub und zwei größeren Triebwerken mit je 20 Newton Schub, die alle mit Hydrazin als Treibstoff arbeiten. Die Übertragung von Steuerungssignalen erfolgt im UHF- und S-Band, die der Bilddaten im X-Band (2 * 53 Mbit/s bei CBERS-1/2 und 2 * 150 Mbit/s bei CBERS 3/4).

### CBERS-3, CBERS-4, CBERS-4A
Die Satelliten CBERS-3 (ZY 1-03) und CBERS-4 (ZY 1-04) verfügen über verbesserte Kameras und Übertragungssysteme:
Panchromatische Multispektralkamera (PAN aus China)Diese Kamera macht Bilder in vier Spektralbändern: 0,51 – 0,58 µm (blau), 0,52 – 0,59 µm (grün), 0,63 – 0,69 µm (rot) und 0,77 – 0,89 µm (infrarot). Die Schwadbreite beträgt 60 km, die räumliche Auflösung 5 m im blauen Band und 10 m in den drei anderen Spektralbändern.
Reguläre Multispektralkamera (MUX aus Brasilien)Diese Kamera macht Bilder in vier Spektralbändern: 0,45 – 0,52 µm (blau), 0,52 – 0,59 µm (grün), 0,63 – 0,69 µm (rot) und 0,77 – 0,89 µm (infrarot).  Die Schwadbreite beträgt 120 km, die räumliche Auflösung 20 m.
Infrarot- und Multispektralscanner (IRS aus China)Hierbei handelt es sich um einen mechanischen Scanner mit einer räumlichen Auflösung von 40 m im panchromatischen Spektrum und im kurzwelligen Teil des nahen Infrarotbereichs sowie 80 m im Bereich thermischer Strahlung.
Weitwinkelkamera (WFI aus Brasilien)Diese Kamera macht Bilder in vier Spektralbändern: 0,45 – 0,52 µm (blau), 0,52 – 0,59 µm (grün), 0,63 – 0,69 µm (rot) und 0,77 – 0,89 µm (infrarot), mit 64 m räumlicher Auflösung und 866 km Schwadbreite.
Datensender für die Kameras PAN und IRS (PIT aus China)
Datensender für die Kameras MUX und WFI (MWT aus Brasilien)
Digitaler Datenrekorder (DDR aus Brasilien)
Datensammelsystem (DCS aus Brasilien)
Weltraumwetter-Beobachtungssystem (SEM aus China)
Die in dem Abkommen vom November 2002 vereinbarte Aufgabenteilung von 50:50 wird sehr ernst genommen, nicht nur bei Entwicklung und Bau der Nutzlasten, sondern auch beim Satellitenbus. So wird das Gehäuse und der ausfaltbare Solarzellenausleger in Brasilien gebaut, die Verkabelung wird dagegen von der Chinesischen Akademie für Weltraumtechnologie installiert. Für Telemetrie und Fernsteuerung ist Brasilien zuständig, für Temperaturregelung und die Steuerdüsen für Lageregelung und die Einhaltung des gewünschten Orbits China. Für die zentrale Steuereinheit an Bord des Satelliten ist an sich China zuständig, aber um sicherzustellen, dass beide Länder wirklich auf Augenhöhe agieren, wurde hier Entwicklung und Bau von zwei Subsystemen an Brasilien abgegeben.
CBERS-3 wurde am 9. Dezember 2013 um 3:27 Uhr (UTC) gestartet, der Satellit ging beim Start jedoch verloren. Der Start von CBERS-4 erfolgte am 7. Dezember 2014 um 03:26 UTC, CBERS-4A (ZY 1-04A) startete am 20. Dezember 2019 um 03:22 UTC. CBERS-4A arbeitet zunächst parallel zu CBERS-4; wenn dieser Satellit im Dezember 2023 das Ende seiner Betriebsdauer erreicht hat, soll er ihn ersetzen.[veraltet]
CBERS-4A, dessen Entwicklung, Bau (inklusive Verbesserungen bei TT&C-System und Bodensegment) und Start 110 Millionen US-Dollar gekostet hatte, wovon 55 Millionen durch Brasilien getragen wurden, hat drei optische Nutzlasten an Bord, dazu noch Datenübertragungssysteme:
Panchromatische Multispektralkamera für große Schwadbreite (WPM aus China)Die Schwadbreite der vom Forschungsinstitut 508 der Chinesischen Akademie für Weltraumtechnologie entwickelten Kamera beträgt 90 km, die räumliche Auflösung 2 m.
Multispektralkamera (MUX aus Brasilien)Die Schwadbreite beträgt 90 km, die räumliche Auflösung 17 m.
Weitwinkelkamera (WFI aus Brasilien)Die Schwadbreite beträgt 685 km, die räumliche Auflösung 60 m.
Datensammelsystem (DCS aus Brasilien)
Datensender (DTS aus China)
Weltraumwetter-Beobachtungssystem (SEM aus China)
Durch seine hochauflösenden Kameras ist CBERS-4A besonders dafür geeignet, in Brasiliens 3 Millionen Quadratkilometer umfassenden Regenwäldern kleinere, weit verstreute Flächen mit illegaler Holzfällung aufzuspüren. Seit Anfang 2023 werden die diesbezüglichen Daten monatlich veröffentlicht; wenn mehr als 0,25 km² Regenwald verschwunden ist, werden die betreffenden Flächen am Boden inspiziert und entsprechende Strafen verhängt.
Hier ein Vergleich der Satellitengenerationen:
|                       | CBERS-1/2/2B | CBERS-3/4   | CBERS-4A   |
| --------------------- | ------------ | ----------- | ---------- |
| Gesamtmasse           | 1450 kg      | 2080 kg     | 1730 kg    |
| Stromversorgung       | 1,1 kW       | 2,3 kW      | 2,1 kW     |
| Datenübertragungsrate | 100 Mbit/s   | 300 Mbit/s  | 900 Mbit/s |
| Lebensdauer           | 2 Jahre      | 3 Jahre     | 5 Jahre    |
| Bahnhöhe              | 778 km       | 778 km      | 629 km     |
| Bahnneigung           | 98,5°        | 98,5°       | 97,9°      |
| Umlaufzeit            | 100 Minuten  | 100 Minuten | 97 Minuten |
| Bahnzyklus            | 26 Tage      | 26 Tage     | 31 Tage    |

### CBERS-5, CBERS-6
Am 8. März 2022 beschlossen Zhang Kejian und Carlos Augusto Teixeira de Moura, die Direktoren der Nationalen Raumfahrtbehörde Chinas und der Agência Espacial Brasileira im Rahmen der per Videokonferenz abgehaltenen 6. Sitzung des Ausschusses für Raumfahrtkooperation (航天合作分委会) der seit 2006 in zweijährigen Abständen tagenden Chinesisch-Brasilianischen Kommission für Koordination und Kooperation (中国——巴西高层协调与合作委员会, Comissão Sino-Brasileira de Alto Nível de Concertação e Cooperação, COSBAN), mit Entwicklung und Bau der Satelliten CBERS-5 und CBERS-6 zu beginnen.
Dies wurde am 14. April 2023 mit einem anlässlich des China-Besuchs von Präsident Luiz Inácio Lula da Silva in Anwesenheit der beiden Präsidenten Lula und Xi Jinping von Zhang Kejian und Luciana Santos, der brasilianischen Ministerin für Wissenschaft, Technologie und Innovation, unterzeichneten Protokoll bestätigt.
CBERS-6 soll erstmals ein Synthetic Aperture Radar erhalten, das eine Erdbeobachtung durch die insbesondere während der Regenzeit häufig geschlossene Wolkendecke ermöglicht. Damit lassen sich neben Daten über landwirtschaftliche Bodennutzung und das Wachstum von Städten auch die brasilianischen Ökosysteme überwachen, Hochwasser frühzeitig erkennen und die Waldbrandbekämpfung trotz starker Rauchentwicklung unterstützen.

### Startliste
| Brasilianischer Name | Chinesische Namen | Chinesische Namen | Chinesische Namen | Startdatum                   | Anmerkung                                                   |
| -------------------- | ----------------- | ----------------- | ----------------- | ---------------------------- | ----------------------------------------------------------- |
| CBERS-1              | Ziyuan-1 01       | ZY 1-01           | 资源一号01星      | 14. Oktober 1999 03:15 UTC   | Deaktiviert September 2003                                  |
| CBERS-2              | Ziyuan-1 02       | ZY 1-02           | 资源一号02星      | 21. Oktober 2003 03:16 UTC   | Deaktiviert Ende 2007                                       |
| CBERS-2B             | Ziyuan-1 02B      | ZY 1-02B          | 资源一号02B星     | 19. September 2007 03:26 UTC | Ausfall der Stromversorgung am 16. April 2010               |
| CBERS-3              | Ziyuan-1 03       | ZY 1-03           | 资源一号03星      | 9. Dezember 2013 03:26 UTC   | Fehlfunktion der Trägerrakete, konnte Orbit nicht erreichen |
| CBERS-4              | Ziyuan-1 04       | ZY 1-04           | 资源一号04星      | 7. Dezember 2014 03:26 UTC   | aktiv (Juni 2023)                                           |
| CBERS-4A             | Ziyuan-1 04A      | ZY 1-04A          | 资源一号04A星     | 20. Dezember 2019 03:22 UTC  | aktiv                                                       |

Alle Starts erfolgten vom Kosmodrom Taiyuan mit Trägerraketen vom Typ Changzheng 4B.

## Telemetrie, Bahnverfolgung und Steuerung

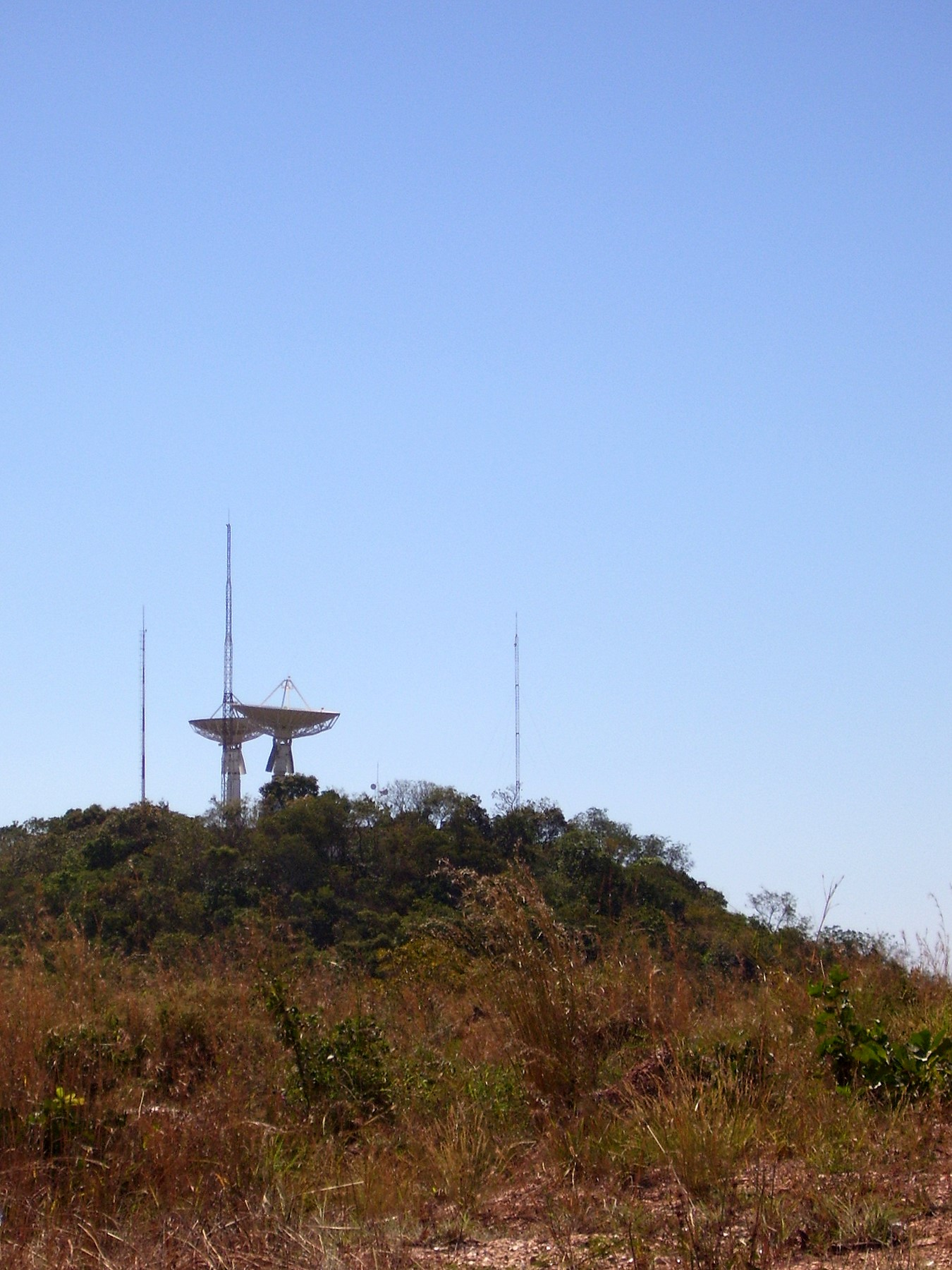
Bodenstation Cuiabá

Ähnlich wie beim Bau der Satelliten teilen sich China und Brasilien auch Telemetrie, Bahnverfolgung und Steuerung, kurz TT&C. Die Volksrepublik China greift hierzu auf das vom Satellitenkontrollzentrum Xi’an koordinierte Raumfahrtkontrollnetzwerk der Volksbefreiungsarmee (中国航天测控网, Pinyin Zhōnggúo Hángtiān Cèkòngwǎng) zurück. Die entsprechende Dienststelle in Brasilien ist das dem Nationalen Institut für Weltraumforschung (INPE) unterstehende „Zentrum für Bahnverfolgung und Steuerung von Satelliten“ bzw. Centro de Rastreio e Controle de Satélites (CRC). Dieses besteht aus dem Satellitenkontrollzentrum bzw. Centro de Controle de Satélites (CCS) in São José dos Campos bei São Paulo sowie Bodenstationen in Cuiabá und Alcântara. Die Programmierung der Kameras auf den Satelliten je nach Nutzerwunsch erfolgt in den Missionszentren in Peking und Cachoeira Paulista im Bundesstaat São Paulo, wo sich auch das Brasilianische Dezimeter-Array befindet. Die Übertragung der entsprechenden Signale, auch der Steuersignale für die Bahnregulierung der Satelliten, erfolgt nach in Xi’an ausgearbeiteten Protokollen gemäß einem festen Dienstplan abwechselnd von Xi’an und São José dos Campos aus.
Hier ein Überblick über die beteiligten Einrichtungen:
|                 | China                      | Brasilien           |
| --------------- | -------------------------- | ------------------- |
| Missionszentrum | Peking                     | Cachoeira Paulista  |
| Kontrollzentrum | Xi’an                      | São José dos Campos |
| Bodenstationen  | Changchun Nanning Kaschgar | Cuiabá Alcântara    |

## Bodensegment
Am 5. Oktober 1991 wurde im Pekinger Stadtbezirk Haidian das „Chinesische Zentrum für die Nutzung von Erdbeobachtungssatelliten“ (中国资源卫星应用中心, Pinyin Zhōngguó Zīyuán Wèixīng Yìngyòng Zhōngxīn) gegründet, für internationale Zwecke China Centre for Resources Satellite Data and Application bzw. CRESDA genannt. Es untersteht heute der Staatlichen Kommission für Entwicklung und Reform und wird von der China Aerospace Science and Technology Corporation betrieben, der Muttergesellschaft der Chinesischen Akademie für Weltraumtechnologie. Über dieses Zentrum, das nicht nur die CBERS-Satelliten, sondern auch die chinesischen Ziyuan-3-Satelliten, die Gaofen-Satelliten, die Huanjing-Satelliten und die L-SAR-01-Konstellation betreut,
haben sowohl China als auch Brasilien, seit dem 9. Dezember 2010 auch Südafrika, Angola, Botswana, Lesotho, Mosambik, Eswatini, Namibia, Sambia und Simbabwe kostenlosen Zugriff auf die von ihren Bodenstationen empfangenen Bilder (also im Prinzip Bilder ihres Staatsgebiets).
Diese liefern Überwachungsdaten in wichtigen Bereichen, so für Abholzung und Feuer in der Amazonasregion, Wasserressourcenverbrauch, städtisches Wachstum, Bodennutzung, Bildung und andere Anwendungen. Zum Empfang der Daten dient in China die Datenempfangsstation Miyun des Instituts für Fernerkundung und digitale Geowissenschaften der Chinesischen Akademie der Wissenschaften,
dazu noch Bodenstationen in Nanning und Ürümqi.

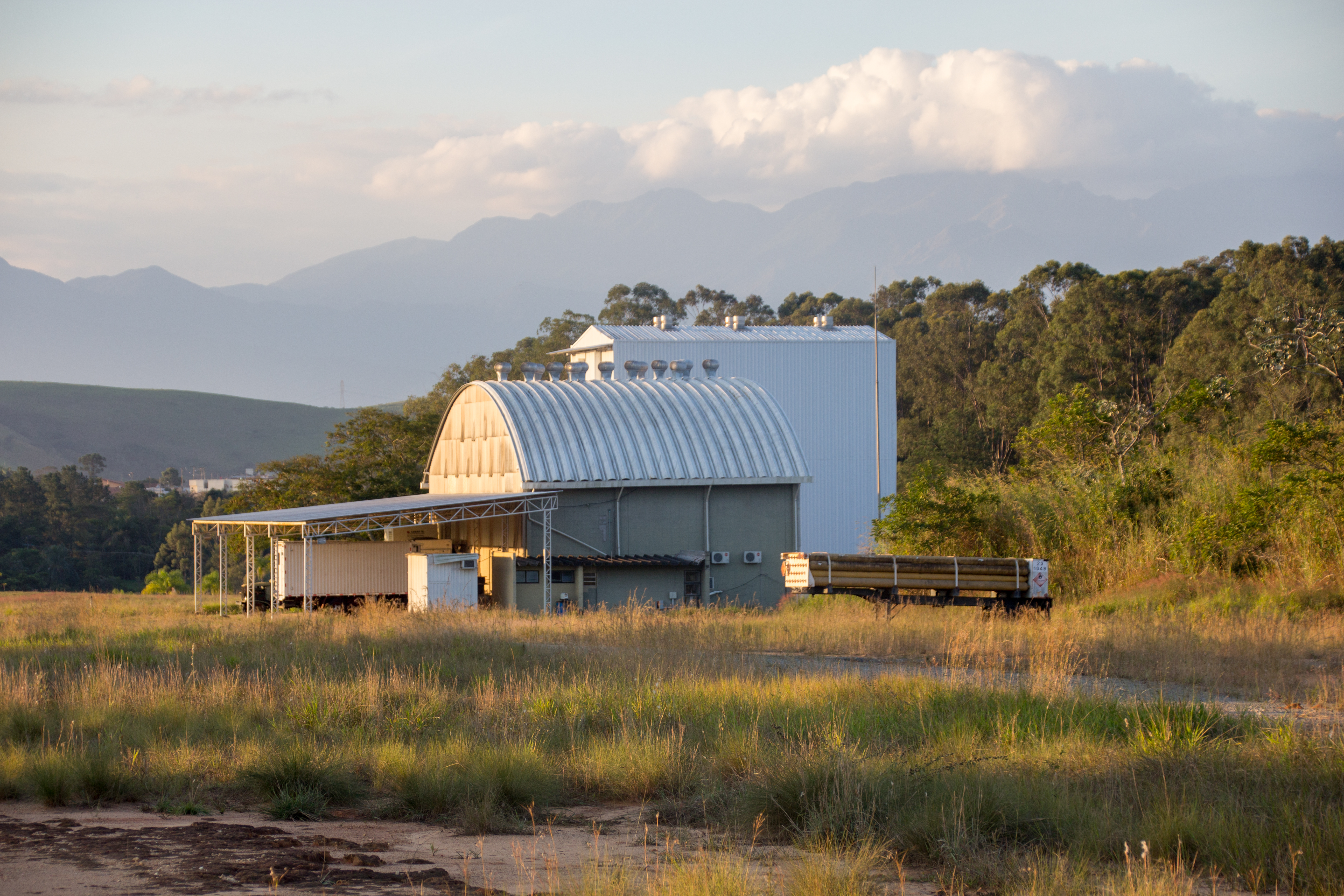
Abteilung für Bilderzeugung in Cachoeira Paulista

Die Parallelinstitution in Brasilien ist die „Abteilung für Bilderzeugung“ bzw. Divisão de Geração de Imagens (DGI) in Cachoeira Paulista, die der „Hauptkoordinationsstelle für Erdbeobachtung“ bzw. Coordenação Geral de Observação da Terra (OBT) des Nationalen Instituts für Weltraumforschung untersteht. Dort werden Daten und Bilder der CBERS-Satelliten, ebenso wie die der indischen ResourceSat-Erdbeobachtungssatelliten, der deutschen RapidEye Constellation, der Terra- und Aqua-Satelliten der NASA sowie der Landsat-Satelliten (ebenfalls NASA) verarbeitet, gespeichert und an die Endnutzer verteilt.
Der Abteilung für Bilderzeugung untersteht die „Datenempfangs- und -aufzeichnungsstation“ bzw. Estação de Recepção e de Gravação de Dados (ERG) auf dem Morro da Conceição bei Cuiabá. Dort befinden sich drei Parabolantennen: eine mit 10 m Durchmesser für das S- und das X-Band, eine mit 11,3 m Durchmesser für das X-Band und eine mit 11,3 m Durchmesser und doppelter Polarisation. Die empfangenen Bilddateien werden zunächst bei der Bodenstation gespeichert und dann in regelmäßigen Abständen an die Abteilung für Bilderzeugung in Cachoeira Paulista geschickt, wo sie weiterverarbeitet und an die Nutzer verteilt werden.
Ähnlich wie bei den dem Pekinger Datenverarbeitungszentrum zugeordneten Bodenstationen in Afrika macht das Brasilianische Institut für Weltraumforschung die von der Bodenstation Cuiabá empfangenen Bilder seit 2004 auch den südamerikanischen Nachbarländern kostenlos zugänglich, deren Territorium überflogen wird (im Prinzip alle Länder südlich von Panama).
Hier ein Überblick über die Komponenten des Bodensystems:
|                           | China                | Brasilien          | Afrika                 | sonstige                 |
| ------------------------- | -------------------- | ------------------ | ---------------------- | ------------------------ |
| Datenverarbeitungszentrum | Peking               | Cachoeira Paulista |                        |                          |
| Bodenstationen            | Miyun Nanning Ürümqi | Cuiabá             | Hartebeesthoek Malindi | Kanarische Inseln Matera |

Im Jahr 2015 waren bei CBERS rund 77.000 Nutzer aus mehr als 60 Ländern registriert (6000 davon institutionelle Nutzer), an die bis zu diesem Zeitpunkt mehr als eine Million Bilder verteilt wurden.
Bis Dezember 2019 war die Zahl der institutionellen Nutzer auf 20.000 angewachsen, insgesamt hatte CBERS nun 2,4 Millionen Bilder ausgegeben.
Laut einer Statistik aus dem Jahr 2011 gehen 23 % der Bilder an Regierungsbehörden, 26 % an Universitäten und 51 % an Firmen und andere Privatnutzer.

## Verwandte Satellitentypen
Zu einem ähnlichen Typ gehören auch folgende drei, von Ye Peijian auf der Basis einer erweiterten Phönixauge-Plattform mit zwei Solarmodulen (Phoenix Eye 2) entwickelte, rein chinesische und auch militärisch genutzte Satelliten, die Serie Ziyuan-2 (中国资源二号),
welche alle mit Trägerraketen vom Typ Changzheng 4B vom Kosmodrom Taiyuan aus gestartet wurden:
- Ziyuan-2 (中国资源二号01星), auch Ziyuan-2A, Ziyuan-2 01, ZY-2 01, Jianbing-3, Jianbing-3 1, JB-3 oder JB-3 A, gestartet am 1. September 2000, Wiedereintritt am 11. März 2016
- Ziyuan-2B (中国资源二号02星), auch Ziyuan-2 02, ZY-2 02, Jianbing-3 2, JB-3 2 oder JB-3 B,  gestartet am 27. Oktober 2002, Wiedereintritt am 22. Januar 2015[52][53]
- Ziyuan-2C (中国资源二号03星), auch Ziyuan-2 03, ZY-2 03, Jianbing-3 3, JB-3 3 oder JB-3 C, gestartet am 6. November 2004[54][55]

Ziyuan-2 verfügte über eine ähnliche Technik wie CBERS-1, flog jedoch auf einer niedrigeren Bahn in 489 × 500 km Höhe und verfügte über eine höhere Kameraauflösung. Ziyuan-2B flog auf einer Bahn bei 470 × 483 km, ebenfalls mit einer Inklination von 97,4°. Ziyuan-2C befand sich 2019 in einer 526 × 591 km hohen Bahn mit 97,4° Inklination. Anders als die Erdbeobachtungssatelliten der Ziyuan-1-Serie, die einzeln, sich nacheinander gegenseitig ersetzend arbeiten, operierten die Ziyuan-2-Satelliten gemeinsam, sich gegenseitig ergänzend. Ihr Hauptzweck war das Aufspüren von Bodenschätzen auf chinesischem Staatsgebiet, Umweltschutz, Stadtplanung, Ernteabschätzung und Katastrophenschutz, dazu noch weltraumwissenschaftliche Experimente.
Mit den von Ziyuan-2B und Ziyuan-2C gelieferten Bildern konnten auch existierende Landkarten im Maßstab von 1:50.000 und 1:250.000 überarbeitet werden, aber da die Satelliten keine Möglichkeit für stereoskopische Aufnahmen hatten, war ihr kartografischer Nutzen begrenzt.
Weiterhin gibt es die chinesischen Satelliten Ziyuan-1 02C und Ziyuan-1 02D, die ebenfalls mit LM-4 von Taiyuan starteten. Ziyuan-1 02C ähnelt mit einer Masse von 2100 kg CBERS-2B (ZY-1 02B), ist aber mit anderen Instrumenten ausgestattet.
Der Satellit wurde am 22. Dezember 2011 in eine Kreisbahn bei 773 km Höhe gestartet. Ziyuan-1 02D mit einer Auflösung von 5 m startete am 12. September 2019.
Nach dem gleichen Organisationsprinzip mit paritätisch besetzten Entwicklergruppen arbeiteten die Chinesische Akademie für Weltraumtechnologie und die Nationale Behörde für Fernerkundung und Weltraumwissenschaften (NARSS) Ägyptens von September 2019 bis Juni 2023 an dem Fernerkundungssatelliten Ägypten 2 (nicht zu verwechseln mit EgyptSat 2).
Bei diesem Projekt wurde erstmals die Endmontage und Testung von Prototypen und für den Start bestimmtem Satelliten ins Ausland verlagert, und zwar an das Zentrum für Endmontage, Integration und Tests (AITC) der Ägyptischen Raumfahrtbehörde östlich von Kairo.
Erst direkt vor dem Start findet in China ein finaler Test statt.